# Roulotte (émission de télévision)
Pour les articles homonymes, voir Roulotte (homonymie).
Roulotte est une émission de télévision française de Michèle Angot et Anne-Marie Meissonnier consacrée aux enfants de 7 à 11 ans, présentée par Gérard Desalles et diffusée du lundi au samedi de 18 h 55 à 19 h 10 sur la troisième chaîne couleur de l'ORTF du 31 décembre 1972 au 31 décembre 1973 dans le cadre de la case Jeunes Années dédiée aux émissions pour la jeunesse.
La première émission, exceptionnellement diffusée le dimanche 31 décembre 1972 de 20 h 20 à 20 h 35 dans le cadre de la soirée de lancement de la troisième chaîne, invitait l'homme-orchestre Rémy Bricka, le chanteur Florent, Auchy l'homme automate et présentait des reportages sur les idées et décorations de Noël.